# Meia-lua de compasso
 (novembre 2024).
Si vous disposez d'ouvrages ou d'articles de référence ou si vous connaissez des sites web de qualité traitant du thème abordé ici, merci de compléter l'article en donnant les références utiles à sa vérifiabilité et en les liant à la section « Notes et références ».

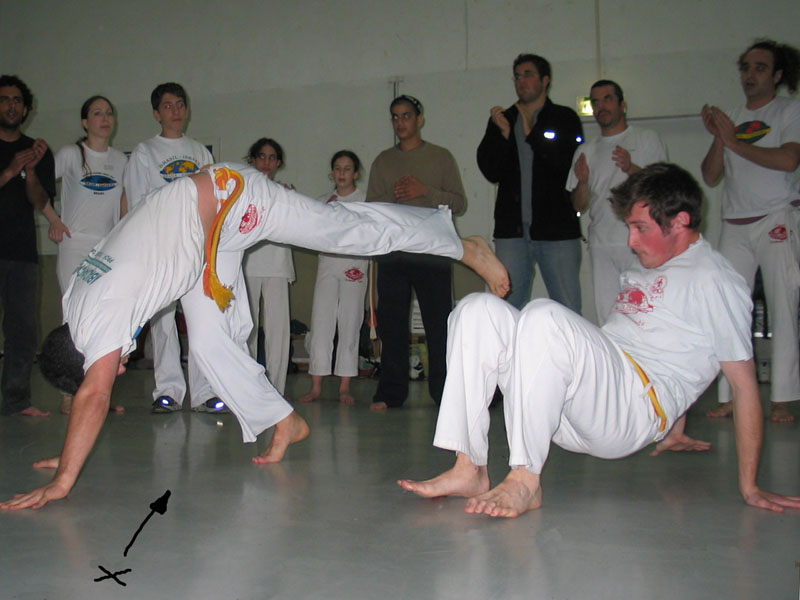
Meia-lua de compasso

La meia-lua de compasso (litt. « demi-lune de compas », en portugais) est un coup de pied rotatif propre à la capoeira, qui consiste à poser les mains au sol en lâchant la jambe dans un mouvement circulaire complet.
On appelait autrefois ce mouvement « rabo-de-arraia » (queue de raie) avant qu'on ne donne des noms différents pour ceux qui se font avec une et deux mains au sol. 
C'est un coup de pied très utilisé et caractéristique de la capoeira, notamment en raison de son efficacité, du peu de risque qu'il comporte et du fait qu'il peut être également utilisé pour esquiver ou contrer des attaques. Le nom "meia-lua de compasso" lui a été donné car ce mouvement décrit un arc de cercle, comme une demi-lune, et qu'il se fait en prenant appui sur le sol avec les mains de la même manière qu'un compas tourne autour de l'axe de la pointe.

## Technique
- Placer une jambe devant soi, en direction de l'adversaire (sans lui tourner le dos, comme beaucoup de gens le font).
- Poser les deux mains à plat au sol entre les jambes, perpendiculairement à l'axe entre les pieds, les doigts orientés vers l'arrière.
- La jambe de devant doit être pliée et le pied doit être posé à plat. Les bras doivent également être pliés.
- La jambe de derrière doit être tendue.
- Garder l'adversaire en vue en regardant entre les deux bras.
- Pivoter le corps en rapprochant un maximum le buste de la jambe tendue.
- Relâcher la jambe tendue en maintenant les orteils orientés vers soi (frapper avec le talon).

Dans les jeux "de fora" comme le São Bento grande, la majorité des débutants font l'erreur de jeter la jambe dans leur dos une fois les mains posées au sol, et terminent le mouvement en pivotant autour de leur pied d'appui : à aucun moment la jambe ne doit être dans l'axe du corps pendant le coup de pied s'il est exécuté rapidement. Quand le coup de pied atteint sa "cible", on ne doit pas être de dos à l'adversaire mais plutôt de côté par rapport à lui.